# 萨尔扎纳
萨尔扎纳（義大利語：Sarzana），是意大利拉斯佩齐亚省的一个市镇。总面积34.23平方公里，人口21698人，人口密度633.9人/平方公里（2009年）。ISTAT代码为011027。

## 友好城市
- 法國鲁埃格自由城
- 匈牙利埃格爾